# 12-cm-Raketenwerfer
Der 12-cm-Raketenwerfer (japanisch 十二糎二八連装噴進砲 12 senchi 28 renso funshinho, deutsch ‚12 cm 28-rohrige Raketenkanone‘) war ein Waffensystem für ungelenkte Flugabwehrraketen, das von der Kaiserlich Japanischen Marine gegen Ende des Zweiten Weltkrieges entwickelt und eingesetzt wurde.

## Allgemeines
Im Jahr 1942 hatte die japanische Marine erkannt, dass die Nahbereichsflugabwehr ihrer Hauptkampfschiffe nicht ausreichte. Daher wurde nach schnell realisierbaren Lösungen für dieses Problem gesucht. Da man zu diesem Zeitpunkt bereits an drallstabilisierten Raketen arbeitete, wurde die Entscheidung getroffen, einen Mehrfachwerfer mit solchen Geschossen zu entwickeln.

## Einsatz
Das System wurde Ende 1944 eingeführt und auf Flugzeugträgern und Schlachtschiffen verbaut.
- Schlachtschiffe: Yamato-Klasse (unbestätigt)
- Flugzeugträger: Shinano (12), Zuikaku (8), Zuihō (6), Jun’yō (6), Ryūhō (6) und der Unryū-Klasse (6)
- Hybridträger: Ise-Klasse (Ise und Hyūga – je 6)

Die typische Munitionsausstattung, hier am Beispiel der Unryū-Klasse mit 6 Werfern, bestand für jeden Werfer aus fünf Sätzen a 28 Raketen (140 Raketen). Was zu einem Gesamtbestand von 840 Raketen führte. Die japanische Marine schätze das Waffensystem als wirksam ein, besonders im Einsatz gegen Sturzkampfbomber.

## Technik

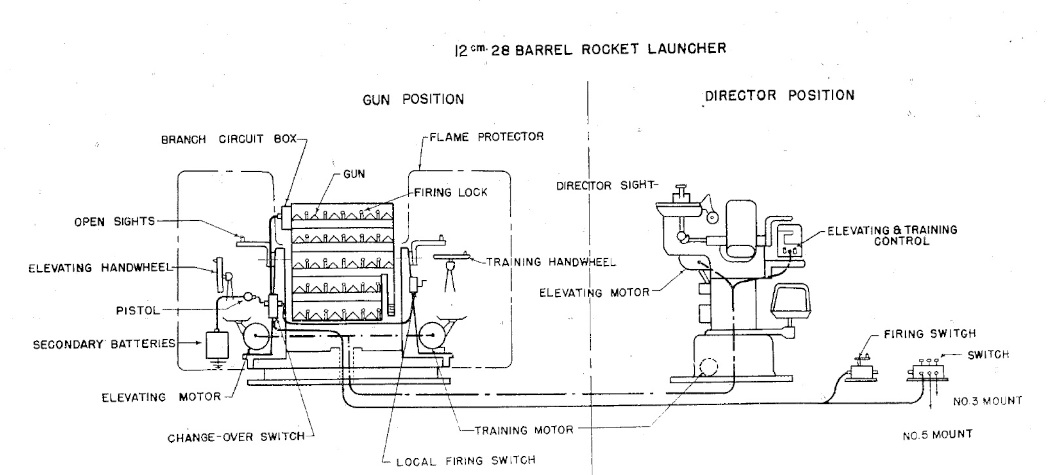
Schema des Zusammenwirkens von Werfer und Typ 94 Feuerleitgerät

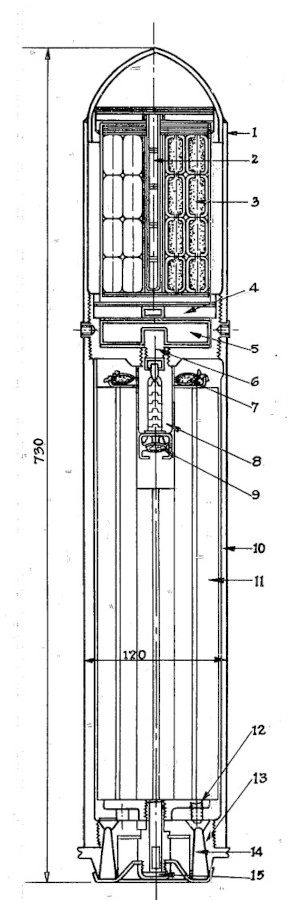
Längsschnitt durch eine Typ 4 Granate

### Werfer
Der Werfer verwendete eine modifizierte Drillingslafette der Typ 96 2,5-cm-Maschinenkanone, der leichten Standard-Flugabwehrwaffe der Kaiserlich Japanischen Marine und hatte ein Gesamtgewicht von 1.597 kg. Die Länge lag bei 2400 mm, die Breite bei 1350 mm ohne Schutzschilde. Jeder Werfer bestand aus 28 Rohren, die im oberen Teil in drei Reihen zu 6 und im unteren Teil in zwei Reihen zu 5 Rohren angeordnet waren. Die unterste Reihe war dabei nach hinten hin verkürzt, um beim Abschuss in einem höheren Richtbereich den Werfer nicht zu beschädigen. Der Höhenrichtbereich betrug +5° bis +80° und der Seitenrichtbereich wurde nur durch die Decksaufbauten beschränkt. Das Ausrichten auf ein Ziel und Abfeuern der Raketen erfolgte elektrisch nach Vorgabe eines Zielrechners, welches seine Daten durch die Typ 94 Feuerleitgeräte der leichten Flugabwehr erhielt. Eine manuelle Abfeuerung des Werfers, konnte nach Ausfall des Zielrechners, durch einen neben den Rohren angebrachten Richt- und Abfeuermechanismus durchgeführt werden. Die Raketenstarts erfolgten entweder in zwei Gruppen zu je 14 Raketen oder in Zweiergruppen. Dabei wurde in einer festgelegten Reihenfolge geschossen, bei welcher die Beeinflussung der Flugkörper durch den zuvor abgefeuerten so gering wie möglich gehalten wurde. Beim Abschuss von 14 Raketen zugleich kam es immer wieder zu Fällen, in denen sich einzelne Abschussrohre aufgrund der hohen Temperaturen verzogen und unbrauchbar wurden. In der Praxis wurden daher immer zwei Raketen im Abstand von etwa einer Sekunde gezündet.
Auf Grund gemachter Einsatzerfahrungen wurde später der Werfer verbessert. Dabei wurde die Anzahl der Rohre auf 30 erhöht (japanisch 十二糎三十連装噴進砲 12 senchi 30 renso funshinho, deutsch ‚12 cm 30-rohrige Raketenkanone‘). Des Weiteren wurde mit dem Typ 4 Feuerleitgerät eine auf den Werfer besser zugeschnittene Version entwickelt.

### Munition
Die Raketen bzw. das Geschoss, offizielle Bezeichnung Typ 4 12-cm-Granate (japanisch 四式十二糎焼霰), hatte ein Kaliber von 120 mm bei einer Länge von 730 mm und einem Gewicht von 22,5 kg. Der Gefechtskopf, die oberen 1/3 der Rakete, waren mit 200 g Sprengstoff befüllt und einigen darum angeordneten, in Phosphor getränkten, Faserbündeln. Zur besseren Verteilung dieser Brandsätze war eine zusätzliche Sprengladung von 580 g unterhalb der Brandsätze platziert. Der Treibsatz nahm die restlich 2/3 der Rakete ein und bestand aus in Stangen gepressten Festtreibstoff. Diese Stangen hatten einen Durchmesser von 30 mm, einer Länge von 250 mm innen bzw. 300 mm außen und einem Gewicht von 3,4 kg. Nach dem Zünden brannten sie für 1,6 Sekunden. Im hinteren Teil waren sechs Düsen eingebaut, die um 25 ° in der Vertikale geneigt waren und so zusätzlich zum Vorschub einen stabilisierenden Drall erzeugten. Das Abfeuern erfolgte durch Auslösen eines hammerförmigen Zündkopfs, der auf ein zwischen den Düsen angebrachtes Zündhütchen am Boden der Rakete schlug. Die Reichweite betrug 4800 m bei einer Maximalgeschwindigkeit von 240 m/s. In der Praxis waren die Raketen mit Zeitzündern ausgestattet, die den Gefechtskopf nach 5 bis 8 Sekunden in einer Entfernung von 1000 bis 1500 m vor dem Schiff zündeten.